# Rubí Sanz Gamo
Rubí Eulalia Sanz Gamo (Madrid, 12 de junio de 1952-Albacete, 16 de mayo de 2025) fue una historiadora del arte y conservadora de museos española.

## Biografía

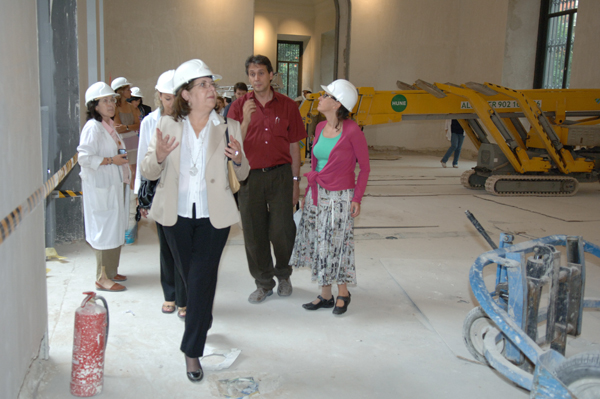
Rubí

Estudió Historia del arte en la Universidad Complutense de Madrid, donde se licenció en 1974. En 1986 ingresó en el Cuerpo Facultativo de Conservadores de Museos y desde 1996 es Doctora en Historia por la Universidad de Alicante (tesis: Cultura ibérica y romanización en tierras de Albacete). Entre 1983 y 2004 fue directora del Museo de Albacete y desde ese año hasta 2010 fue directora del Museo Arqueológico Nacional (MAN). Asimismo, también fue Consejera de Cultura de la Junta de Comunidades de Castilla-La Mancha entre 1999 y 2000.
Formó parte de diversos tribunales de oposición al Cuerpo Facultativo de Conservadores de Museo y participó en numerosos ciclos de conferencias, congresos y seminarios científicos sobre Arqueología y Patrimonio Cultural. Era miembro del Instituto Arqueológico Alemán, la Real Academia de la Historia y la Real Academia de Bellas Artes de San Fernando. 
Durante sus años de dirección dieron comienzo los trabajos de la última remodelación del Museo Arqueológico Nacional, además de llevarse a cabo el diseño y redacción del plan museológico y del proyecto museográfico. Asimismo, impulsó exposiciones itinerantes que permitieran aprovechar y dar difusión a los fondos museográficos del MAN, como por ejemplo España, encrucijada de civilizaciones, Colecciones del Museo Arqueológico Nacional, organizada con la SEACEX (2008-2009), Egipto, Nubia y Oriente Próximo. Colecciones del Museo Arqueológico Nacional, Rostros de Roma. Retratos romanos del Museo Arqueológico Nacional, y Mecenazgo y poder en la España del siglo XVI. Colecciones del Museo Arqueológico Nacional.
Al finalizar en 2010 su periodo en el Museo Arqueológico Nacional, volvió a la dirección del Museo de Albacete, cerrado desde 2007 y cuya reapertura se produjo en 2011.

## Obra

### Libros
- El "Tolmo de Minateda": una historia de tres mil quinientos años con Lorenzo Abad Casal y Sonia Gutiérrez Lloret. Toledo: Junta de Comunidades de Castilla-La Mancha, 1998. ISBN 84-7788-208-8
- Cultura ibérica y romanización en tierras de Albacete: los siglos de transición. Albacete: Instituto de Estudios Albacetenses, 1997. ISBN 84-87136-69-9
- Las fíbulas de la provincia de Albacete con Lucía Soria Combadiera, Francisco Javier López Precioso, Salvador Rovira Lloréns. Albacete: Instituto de Estudios Albacetenses, 1992. ISBN 84-87136-27-3
- Pintores albacetenses contemporáneos (1900-1983). Albacete: Instituto de Estudios Albacetenses, 1984. ISBN 84-505-0076-1
- II Congreso de Historia de Albacete: del 22 al 25 de noviembre de 2000 Vol. 1, 2002 (Arqueología y prehistoria / coord. por Rubí Sanz Gamo), ISBN 84-95394-40-5

### Artículos en revistas
- El Museo Arqueológico Nacional, aspectos de un proceso de cambio. Boletín del Museo Arqueológico Nacional, ISSN 0212-5544, N.º 32, 2014
- "Mover un museo". Una experiencia en el Museo Arqueológico Nacional con Fernando L. Fontes Blanco-Loizelier. Boletín del Museo Arqueológico Nacional, ISSN 0212-5544, N.º 29-31, 2011-2013
- Los museos de arqueología del siglo XXI. A distancia, ISSN 1133-1151, N.º 1, 2008
- El Museo Arqueológico Nacional (España), retos y conceptos. Marq, arqueología y museos, ISSN 1885-3145, N.º 3, 2008
- Valoración y tasación de colecciones arqueológicas, su especificidad y problemática. Mus-A: Revista de los museos de Andalucía, ISSN 1695-7229, N.º 7, 2006 (Ejemplar dedicado a: La Arqueología y los museos).
- La provincia de Albacete: una reflexión sobre su patrimonio. Añil: Cuadernos de Castilla - La Mancha, ISSN 1133-2263, N.º 28, 2005 (Ejemplar dedicado a: Fotógrafos y fotografía en CLM).
- El Museo de Albacete. Museos.es: Revista de la Subdirección General de Museos Estatales, ISSN 1698-1065, N.º 1, 2005